# Cerace anthera
Cerace anthera är en fjärilsart som beskrevs av Diakonoff 1950. Cerace anthera ingår i släktet Cerace och familjen vecklare. Inga underarter finns listade i Catalogue of Life.